# NGC 392
NGC 392 è una galassia lenticolare situata nella costellazione dei Pesci, a una distanza di circa 206 milioni di anni luce dalla nostra Via Lattea.

## Scoperta
La galassia è stata scoperta il 12 settembre 1784 dall'astronomo britannico di origine tedesca William Herschel.

## Gruppo di NGC 452
NGC 392 fa parte del Gruppo di NGC 452 i cui membri sono indicati nell'articolo pubblicato da Mahtessian nel 1998 e da Garcia nel 1993. Il gruppo comprende più di una ventina di galassie.